# Revuelta en Grecia de 2008

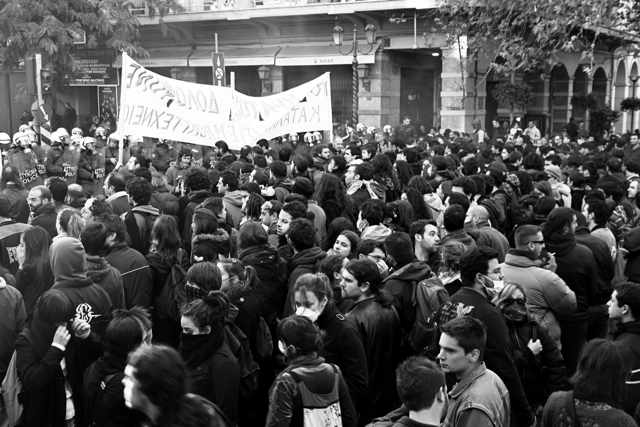
Manifestación contra la brutalidad policial celebrada el 9 de diciembre (foto modificada a blanco y negro)

La revuelta en Grecia de 2008 fue un conflicto civil iniciado abiertamente el sábado 6 de diciembre de 2008 a raíz de la muerte de Alexandros Grigorópulos (Αλέξανδρος Γρηγορόπουλος), un adolescente de 15 años que murió por el disparo de un policía en Exarcheia, un barrio céntrico de Atenas identificado con el anarquismo. 
Además, la revuelta estuvo estrechamente vinculada a la preexistente situación de descontento social y de reclamos de orden económico, sumado a la amplia percepción de corrupción gubernamental, que habían provocado movilizaciones previas. Desde la última semana de diciembre la situación fue calmándose progresivamente.

## Causas

### Descontento
Los analistas señalaron que una situación de descontento social y la falta de expectativas de muchos jóvenes subyacían en el estallido de los disturbios, instrumentalizando el incidente para visibilizar su inconformidad o sus demandas. El grupo inicial era un conglomerado de diferentes grupos de tendencia anarquista y de izquierda anticapitalista que, según algunos participantes en la revuelta, los primeros días ya contaron con la participación de unas 20000 personas en todo el país. Sin embargo, la reacción se extendió rápidamente merced a las tensiones acumuladas en algunos sectores de una sociedad cuyos jóvenes padecen, según Eurostat, una tasa de desempleo del 22,9 %, una de las más alta de la Unión Europea, y que en muchos casos al lograr emplearse obtienen salarios insuficientes para sostener una familia, aunque hayan cursado durante años estudios superiores con excelentes notas.
El rector de la Universidad de Atenas, el reputado intelectual Jristos Kitas, que presentó su dimisión al cargo en razón de las protestas, explicó:

"Hace al menos dos años, dije a todo el que quisiera oírme que hay un divorcio absoluto entre la juventud y el sistema, pero nadie me hizo caso. Ahora todos reparan en los jóvenes. Su rabia ha tocado el corazón de la Universidad, y eso es lo grave, porque no sólo es un recinto donde se dan clases, sino un símbolo de la sociedad (...) Claro que tienen razón para expresar su malestar, toda la razón del mundo (...) Los programas políticos los han olvidado, y lo que yo pido ahora a los partidos es que se pongan de acuerdo de una vez para tomar medidas que permitan salvar la educación e impedir que se acumule más rabia. Quiero creer que aún estamos a tiempo".

Los planes económicos con los cuales el gobierno procuró capear las repercusiones locales de la crisis financiera internacional fueron muy criticados por las fuerzas políticas de izquierda. Grecia tenía un índice de pobreza del 8,3 % y un PIB de US$ 30.600 per cápita que si bien aumentó ese año en el 3,2 % se esperaba que en 2009 lo hiciera solamente en un 2,7 % con lo que incidió en el índice de desempleo.
Otro factor fuertemente negativo es la sensación de muchos de que hay un agotamiento del sistema político en el que desde 1974 alternan en el poder los conservadores de Nueva Democracia y los socialistas del PASOK, y que ven como una lucha entre dos dinastías familiares: Konstantinos Karamanlis y Andreas Papandreou en los años 80 y Kostas Karamanlis (sobrino) y Giorgos Papandreou (hijo) en la actualidad. La secretaria general del Partido Comunista de Grecia (KKE), Aleka Papariga, declaró que «el núcleo de los radicales encapuchados» que está detrás de los disturbios en varias ciudades del país «ha brotado del seno del poder estatal, durante los gobiernos conservadores y socialistas».
Las denuncias de corrupción estatal han corroído la confianza en los gobernantes y los analistas señalan que Grecia depende prácticamente de las subvenciones que por millones de euros llegan de la UE pero que los principales beneficiados de ellas son los que tienen "conexiones" con algunos de los partidos en el gobierno. 
Los sindicatos, que antes de la muerte del joven habían anunciado la huelga general de 24 horas en respaldo de sus reivindicaciones económicas que llevaron a cabo el día 10 de diciembre, opinaron que las protestas populares están estrechamente vinculadas a la situación económica y auguraron que el gobierno se preparaba para lanzar nuevas medidas económicas perjudiciales para los trabajadores.

### Muerte de Alexandros Grigoropoulos

Pintura en memoria de Alexandros Grigoropoulos.

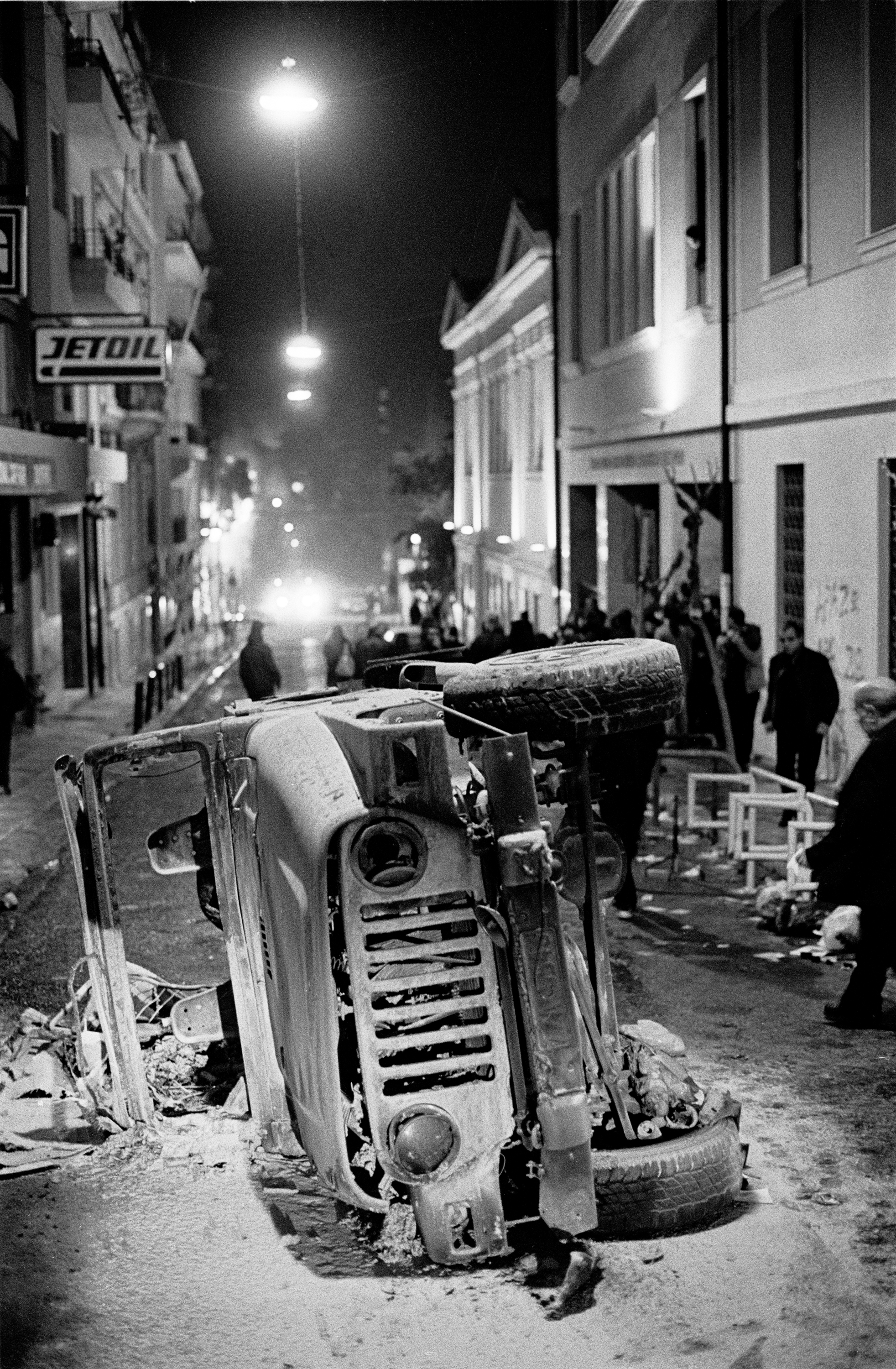
Imagen de los disturbios ocurridos inmediatamente después del suceso en la facultad de derecho de Atenas

Los sucesos tuvieron lugar en el barrio de Exárjia, barrio ateniense conocido por la gran fuerza de los movimientos anarquistas y por el rechazo a la presencia policial que manifiesta la mayoría de los habitantes de dicho barrio. Según la versión policial, el joven asesinado el sábado 6 en horas de la noche, integraba un grupo de unos treinta jóvenes que arrojaba piedras y un cóctel molotov contra un vehículo del cuerpo armado, obligando a uno de los policías a lanzar tres disparos de advertencia que rebotaron y alcanzaron al joven. Sin embargo, diversos testigos presenciales negaron el uso de la violencia por parte de los jóvenes, afirmando que sólo hubo una discusión y un intercambio de insultos entre los jóvenes y los policías, tras la cual uno de los policías disparó directamente contra Alexandros; además, recientemente ha aparecido un vídeo de muy baja calidad en el que se pueden escuchar los disparos efectuados por la policía y cómo ambos policías se alejan después tranquilamente. Actualmente no se tiene certeza sobre lo que ocurrió en realidad. Los agentes y sus oficiales fueron suspendidos y el policía Epaminondas Korkoneas fue detenido acusado de homicidio intencional.
El defensor del acusado afirmó a su vez que se trató de un disparo de intimidación realizado al aire en situación de peligro para el policía pero que la bala impactó primero con un poste o un escaparate antes de golpear al joven. Esta versión fue sostenida también por el acusado al prestar declaración el miércoles 10 y agregó que no se había dado cuenta de que el joven había sido alcanzado por una bala. Sin embargo, la conclusión de la autopsia de que la bala que mató al joven entró de arriba hacia abajo echa por tierra la versión policial de que se trataba de un rebote y no de un disparo directo, según informó el diario Ta Nea.
Se ordenó realizar una pericia técnica en la cual se comparan las sustancias halladas en la bala que mató al joven Alexis con materiales tomadas de la escena del crimen y una versión sostiene que el estudio indica que el disparo no fue hecho al aire sino que impactó una superficie a menos de 40 cm del suelo antes de alcanzar el cuerpo. En la reconstrucción del hecho los oficiales de la policía retiraron muestras en las que podría haber restos de dióxido de silicio, un material usado en la fabricación de la bala. Esto daría fuerza a la teoría de que el policía no disparó al aire, sino que apuntó directamente hacia el joven.

## Demandas y manifestantes
Debido a la composición ideológica y organizativa heterogénea las manifestaciones se han nucleado muchas veces en torno a demandas. Los estudiantes, universitarios y sus profesores participantes en las movilizaciones, demandaban que la educación se mantenga bajo tutela estatal y de medidas en pro del estado de bienestar, oponiéndose a las reformas educativas que estiman afectarían o privatizarían a la universidad pública. En este contexto la muerte del estudiante fue totalmente inesperada dentro de las protestas originales y donde el último incidente grave había ocurrido en 1985 cuando en un enfrentamiento entre policías y jóvenes murió uno de estos por disparos de los primeros. Es entonces cuando otros sectores se suman a las demandas de los estudiantes en forma de solidaridad, pidiendo además que la justicia griega se pronuncie sobre la muerte del adolescente.

## Actuación policial

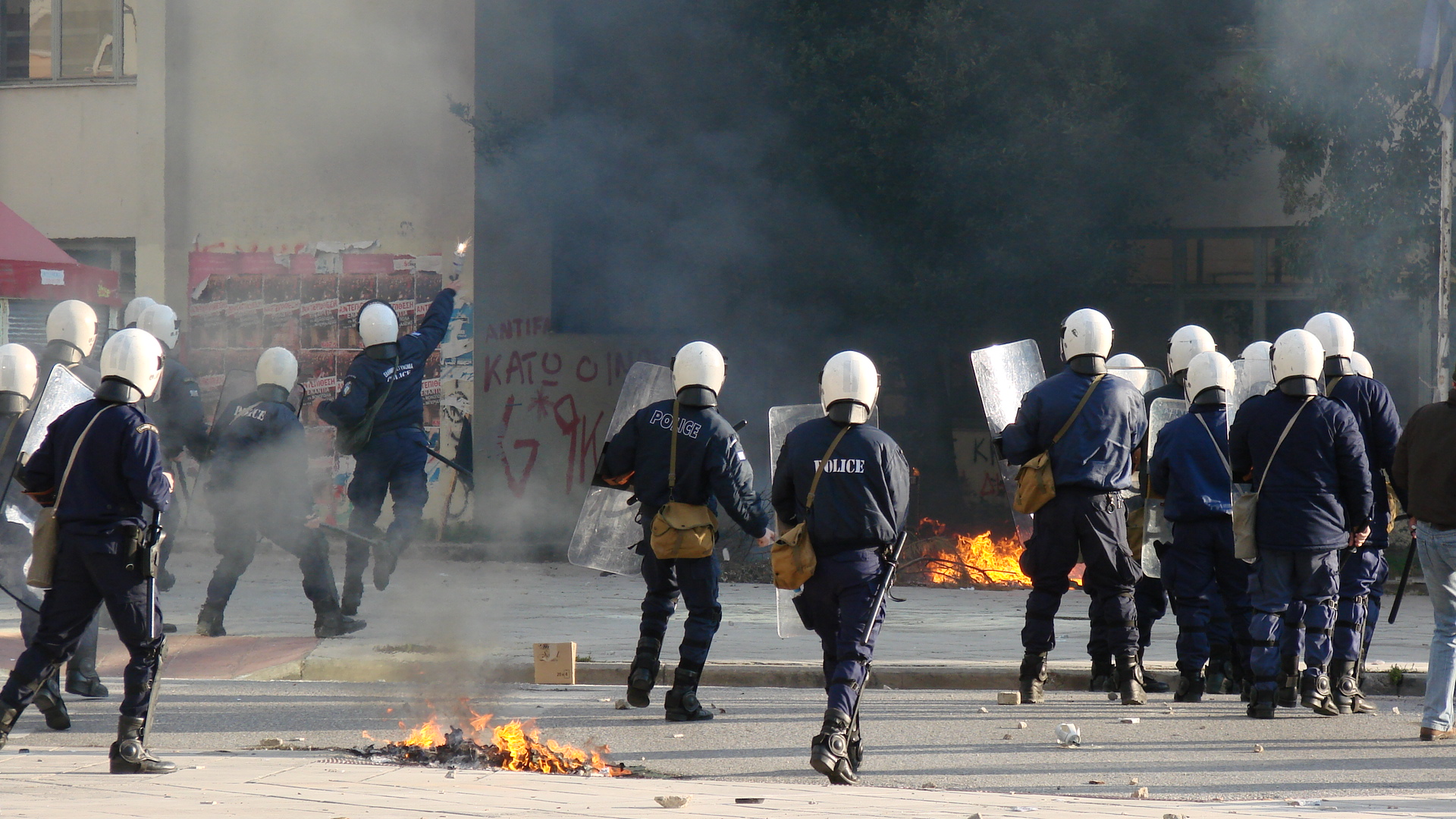
Policías en una acción del 9 de diciembre

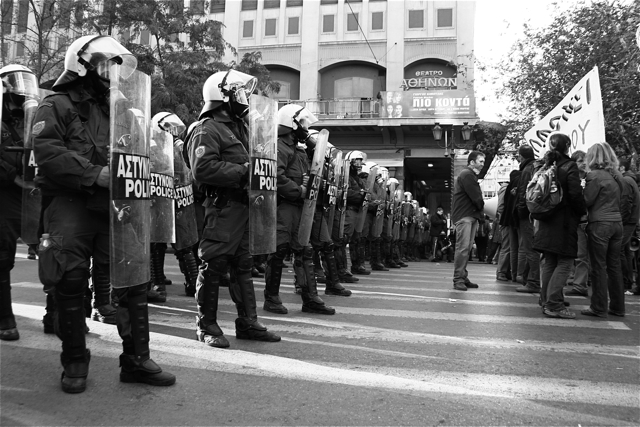
Grupo de antidisturbios equipados con máscaras antigás frente a manifestantes

Respecto del desarrollo de los incidentes, la periodista de El País, Sánchez Vallejo, afirmaba lo siguiente: "He estado una semana entera en un montón de manifestaciones en Atenas y no he apreciado en ningún momento que la policía ataque a los manifestantes pacíficos y deje a los violentos hacer de las suyas. He visto a la policía repelar ataques de piedras, cócteles molotov, y demás objetos procedentes siempre de un grupo muy pequeño de manifestantes situados siempre en primera línea. Con respecto a la infiltración de elementos policiales en la protestas, es cierto que he recibido información sobre actuaciones encaminadas a reventar protestas, pero no he podido constatarlo visualmente."
Si bien la mayoría de los protestantes eran estudiantes de instituto y universitarios, los disturbios y manifestaciones han tenido el apoyo de la mayoría de la población griega, hasta el punto de que muchos ciudadanos se han enfrentado con la policía cuando ésta iba a cargar contra manifestantes que les insultaban. Por otra parte, existen vídeos y testigos oculares que sí muestran ataques policiales a manifestaciones pacíficas. Sobre la presencia de infiltrados policiales actuando como provocadores existe un polémico vídeo en el que un programa de televisión griego denuncia la presencia de policías disfrazados de manifestantes que rompieron pequeños comercios.

## Posible influencia en otros países
La periodista Sánchez Vallejo dijo que había posibilidades tanto en favor como en contra de que los sucesos de Grecia se repitan en otros países en los que los estudiantes los tomen como ejemplo. Le consta que estudiantes de otros países siguen de cerca la situación. El caso griego, sin embargo, presenta particularidades como, por ejemplo, la tradición de resistencia a la dictadura militar de 1967 así como la escasa aceptación popular de las fuerzas del orden griegas, pero reconoció que los factores causales de los disturbios que se mencionan para Grecia existen también en otros países. Hay también una vinculación con las protestas anti proceso de Bolonia y argumentos utilizados en ellas figuran en pancartas de los actuales manifestantes. 

Algunos analistas han equiparado la revuelta griega con el Mayo francés. En algunos países los sectores de izquierda radical, de distintas ideologías, han estado atentos al desarrollo de los acontecimientos.

## Reacción del gobierno
El gobierno griego ha enviado durante los días de manifestaciones equipos antidisturbios a las protestas, que sostiene son para neutralizar a los violentos, proteger a los manifestantes pacíficos y a los transeúntes, vehículos y edificios. Por su parte el primer ministro griego, Costas Caramanlis, pidió el 10 de diciembre la condena unánime y el aislamiento para los causantes de los disturbios violentos, al tiempo que prometió justicia por la muerte del joven a manos de la policía. En sus palabras "todo el mundo político condene de forma unánime y rotunda a los responsables de las catástrofes, a quienes se debe de aislar".
"Nadie tiene derecho a utilizar este suceso trágico como una excusa para las acciones de violencia contra ciudadanos inocentes, sus bienes, contra la policía y la democracia", dijo Caramanlis a la prensa tras reunirse en Atenas con el presidente griego, Károlos Papulias, para tratar sobre la tensa situación política en el país debido a la crisis económica y al descontento que esta provoca en la población, a la tensión parlamentaria entre los partidos rivales, y a las movilizaciones de diferentes grupos.

## Desarrollo

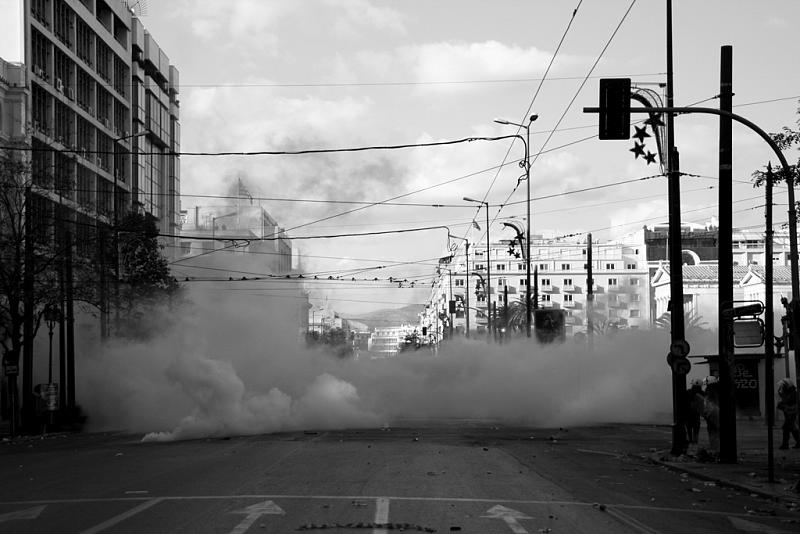
Nube de humo provocada por los botes de gas lanzados por la policía antidisturbios

Los primeros actos de protesta, desde unos minutos después del asesinato de Alexandros hasta algunos días después, fueron mayoritariamente disturbios violentos contra la policía, edificios públicos, bancos y empresas. Los protagonistas de estos actos violentos fueron principalmente anarquistas y otros elementos de izquierda anticapitalista, aunque posteriormente una gran parte de la sociedad griega terminó sumándose a los actos violentos. Más tarde, las protestas tomaron un cariz menos violento, en forma de manifestaciones pacíficas y ocupaciones de edificios públicos, aunque muchos de estos actos terminaron en enfrentamientos contra la policía. Otras fuentes, como la corresponsal del diario El País en Atenas, sostienen que el sector violento representa una porción minoritaria de los manifestantes; esta misma fuente afirma que no pasan de 500 los manifestantes violentos en Atenas. En cambio, la mayoría de los manifestantes pacíficos serían estudiantes, universitarios y sus profesores. No obstante, la verificabilidad de las palabras de la reportera mencionada anteriormente ha sido puesta en duda por otros medios de información.

### Sábado 6
Al conocerse la noticia, esa misma noche estallaron disturbios de gran magnitud en la ciudad, en especial en Exarchia, sobre Ermou y sobre Akadimias cerca de la universidad (seis bancos, una veintena de comercios y una veintena de autos fueron incendiados, sin contar los quioscos y cubos de basura), Tesalónica cerca de la universidad (cinco bancos y algunos comercios), Patras (200 manifestantes), Komotini, Ioannina (50 manifestantes), en Creta (La Canea y Heraklion) y en Corfú.
El primer ministro Kostas Karamanlis rechazó la renuncia del Ministro del Interior Prokópis Pavlópoulos y por lo menos seis personas fueron arrestadas por actos de pillaje en los comercios atacados.

### Domingo 7
El domingo 7 de diciembre hubo manifestaciones pacíficas en Atenas cerca del Museo Arqueológico Nacional de Atenas y en Tesalónica. Los docentes de la universidad que ya habían decidido unirse a la huelga general del miércoles 10 comenzaron un paro de tres días a partir del 8 de diciembre.

### Lunes 8

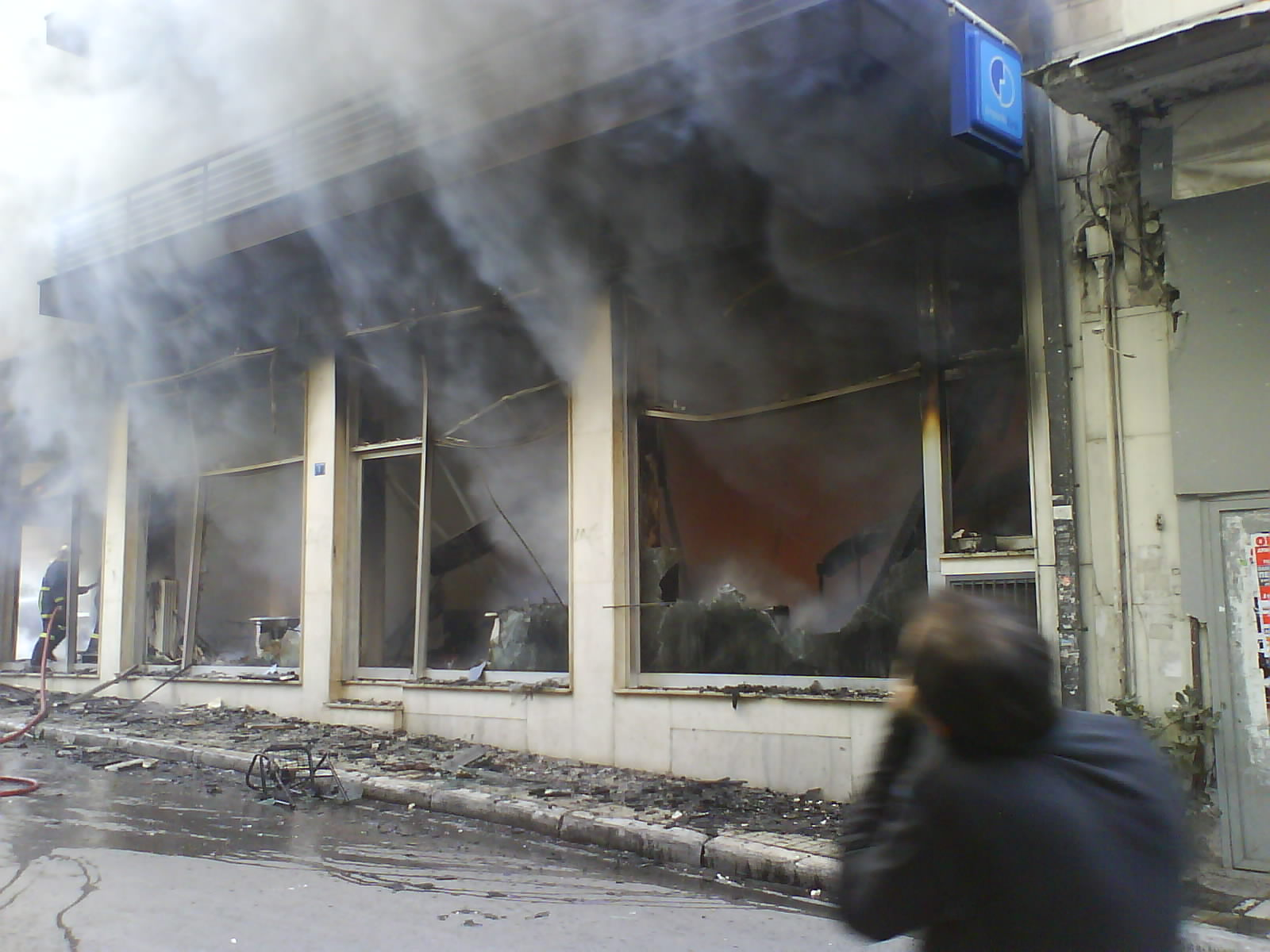
Incendio de una oficina bancaria durante el segundo día de protestas

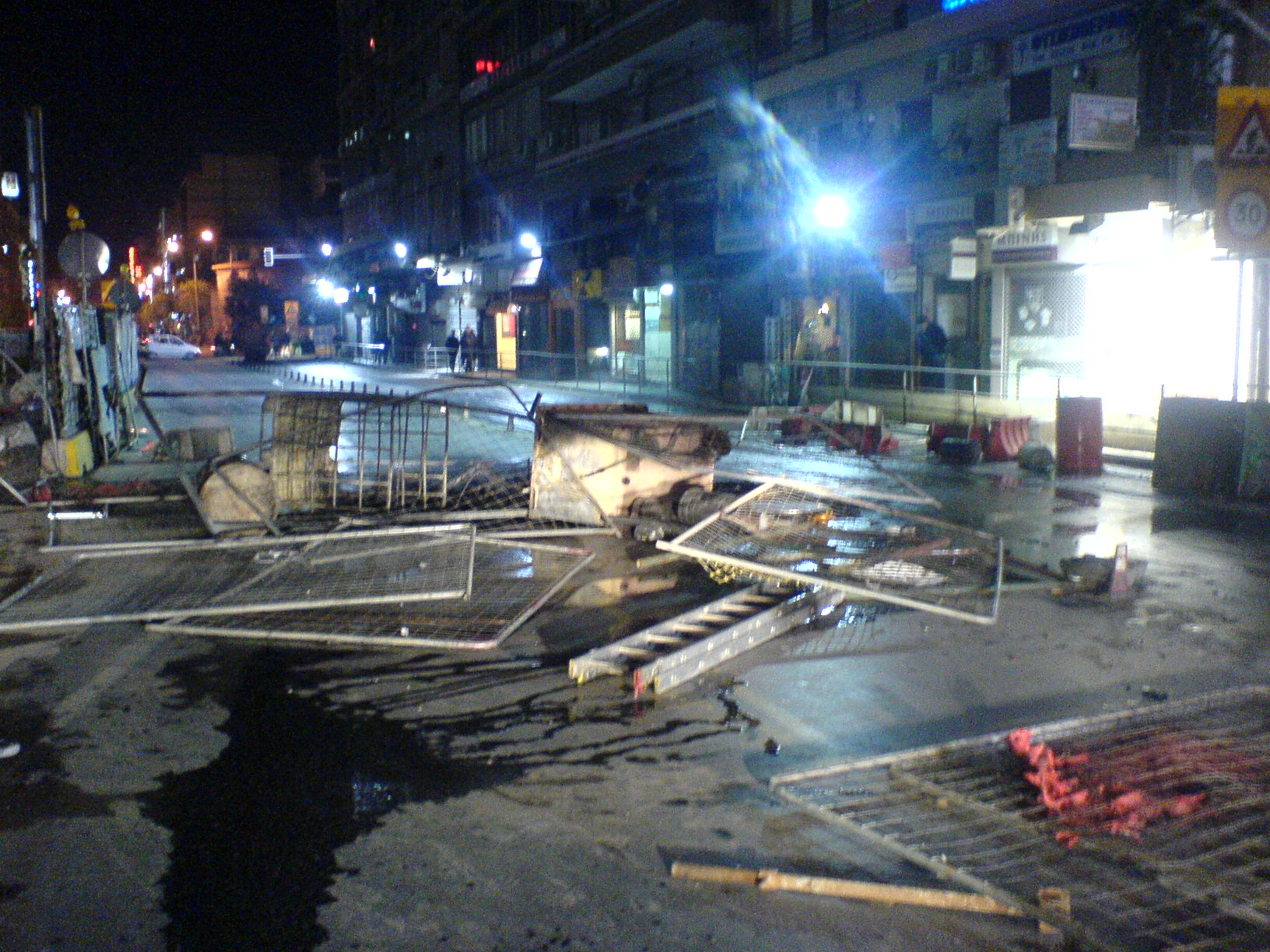
Restos de barricadas en la noche del 8 de diciembre

El lunes 8 de diciembre el balance era de 14 policías y seis manifestantes heridos. Los incidentes continuaron y alcanzaron también a Trikala Los manifestantes se atrincheraron en las dos universidades atenienses, la emblemática Universidad Politécnica Nacional y la Universidad de Tesalónica. Dos de las principales vías de acceso a la capital así como la red de transporte colectivo urbano fueron bloqueadas por los manifestantes. En Tesalónica trescientas personas chocaron con la policía.
El KKE hizo un llamamiento a los manifestantes en la tarde del lunes.

### Martes 9
El martes 9 de diciembre la policía afirmó haber arrestado 150 personas por actos de pillaje y según la agencia Reuters, « más de 130 comercios han sido destruidos solamente en la capital».
« El domingo, dos policías fueron colocados bajo investigación, uno por homicidio premeditado y otro por complicidad, pero esto no ha sido suficiente para apaciguar a los manifestantes » precisó Le Monde.
El martes 9 al mediodía al término de una marcha estudiantil se produjeron choques entre unos 300 manifestantes y policías antidisturbios ubicados en las puertas del Parlamento griego en Atenas que evitaron llegaran al edificio. 
En horas de la tarde cerca del cementerio donde más de 5.000 personas asistía al entierro del estudiante muerto hubo nuevas manifestaciones en las cuales, según la televisión griega, los manifestantes arrojaron piedras contra vehículos y vitrinas de tiendas, a lo que la policía respondió lanzando gases lacrimógenos. El saldo hasta el momento luego de tres días de disturbios es de por lo menos 176 detenidos, 40 coches quemados y una decena de edificios incendiados, 12 policías y 20 manifestantes heridos.
El primer ministro griego, el conservador Costas Caramanlis, rechazó los actos de violencia y prometió justicia. Luego de conferenciar con el presidente Carlos Papulias declaró que "Nadie tiene derecho a utilizar este suceso trágico como una excusa para las acciones de violencia contra ciudadanos inocentes, sus bienes, contra la policía y la democracia". El primer ministro se ha reunido también con los líderes parlamentarios y según el diario To Bima, estaría dispuesto incluso a declarar el Estado de excepción.
Por su parte el líder de la oposición Giorgos Papandreu pidió la dimisión del gobierno y la convocatoria de nuevas elecciones. Para el miércoles los sindicatos convocaron a una huelga general en protesta por la reforma de las pensiones y por la situación económica general y rechazaron un pedido de Caramanlis para suspenderla. Está abierto un debate en los medios de comunicación ocasionado en la desproporción de la acción policial contra los estudiantes, mostrada por la televisión.

### Miércoles 10

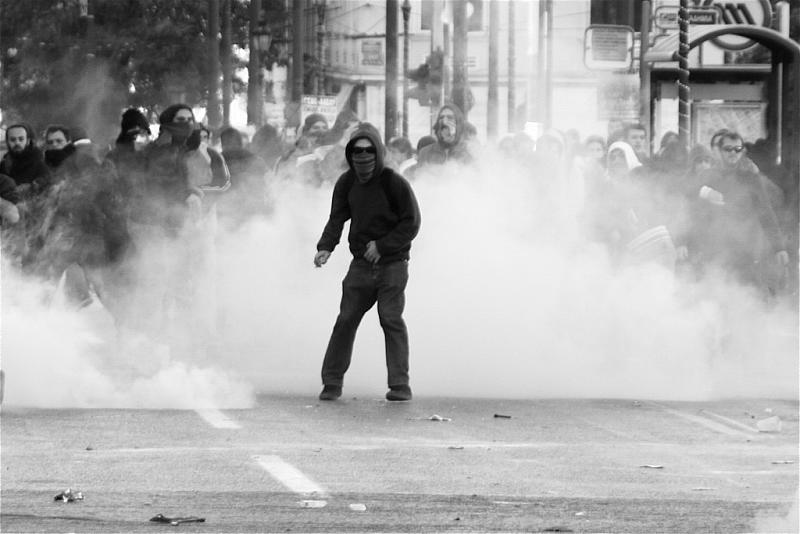
Un manifestante en primer plano entre botes de humo y un grupo de manifestantes, 10 de diciembre

La huelga general de 24 horas tuvo amplio acatamiento. Hubo más choques entre manifestantes y policías y el líder opositor Giorgo Papandreou hizo un llamado a la calma en una Grecia paralizada, casi sin transporte público, con todos los vuelos cancelados y con establecimientos de enseñanza, bancos y comercios cerrados. Los canales públicos de televisión pusieron al aire una programación de emergencia dirigido principalmente a los niños que no tenían clase.
Según la Unión de Comerciantes de Atenas, que representa a 6.000 tiendas, ya se han perdido más de 200 millones de euros por daños por vandalismo. La televisión mostró cómo en el puerto de Patras grupos de manifestantes fueron agredidos por ciudadanos enfurecidos por la destrucción de sus tiendas.
A la noche hubo menos actos de violencia que en días anteriores. Se señaló en especial en los medios locales que durante toda la noche se enfrentaron cerca de 200 jóvenes, que se habían refugiado en la Escuela Politécnica de Atenas, con las fuerzas del orden que vigilaban el lugar desde afuera.. Un joven resultó herido y otras tres personas fueron detenidas. 

### Jueves 11
En la madrugada en las cercanías de la Politécnica hubo ataques de individuos encapuchados que arrojaron bombas incendiarias y piedras contra la policía, que respondió con gases lacrimógenos. A la mañana, sin embargo, el tráfico fluido y la apertura de los comercios daban la sensación de que estaba retornando la calma. Los colegios continúan cerrados y, en algunos casos, ocupados por alumnos. Al acercarse la noche hubo un rebrote de violencia manifestada, en especial, con ataques puntuales y desorganizados en distintas comisarías de Atenas.

### Viernes 12

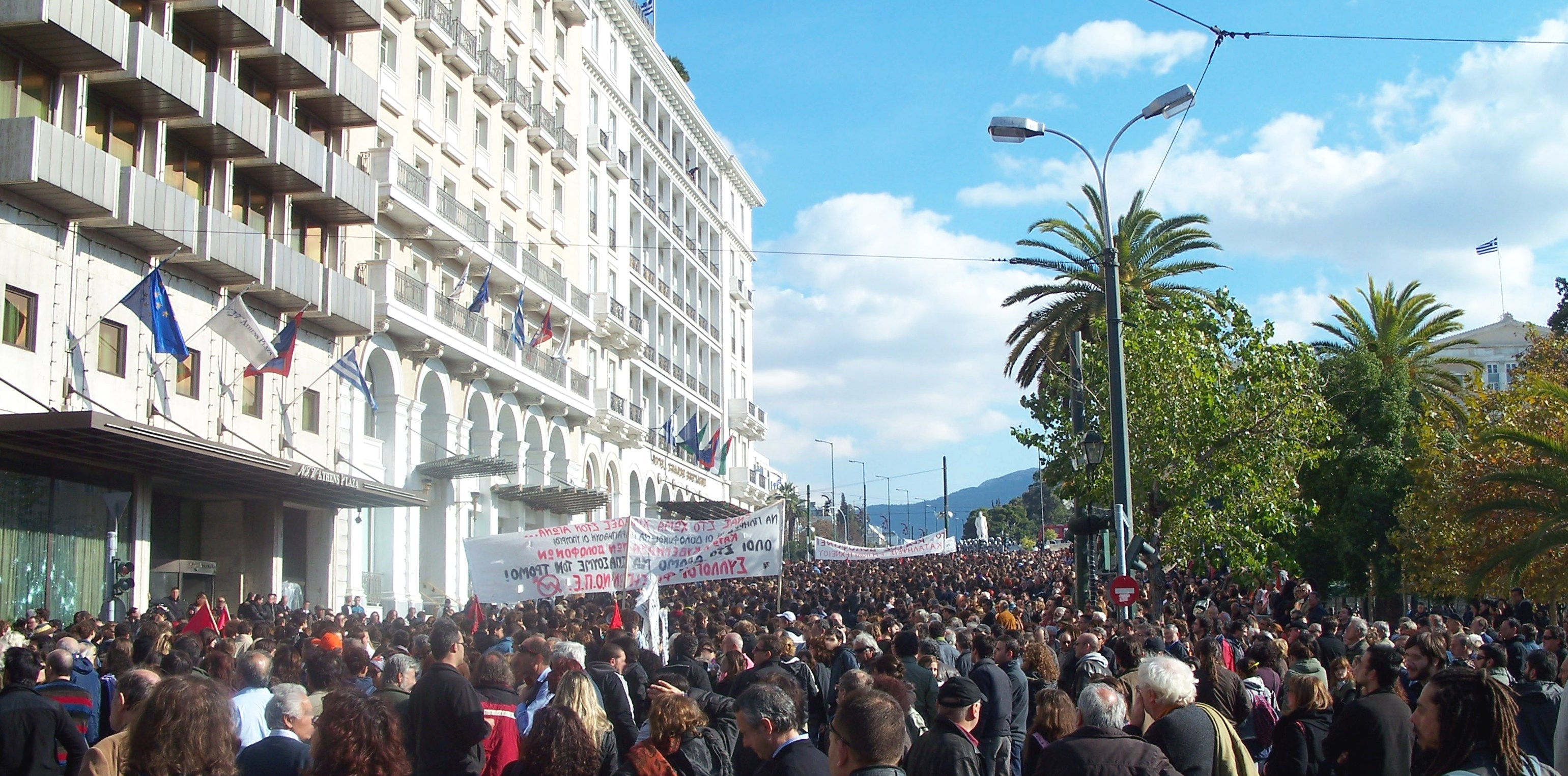
Fracción de una de las masivas manifestaciones que recorrieron Atenas

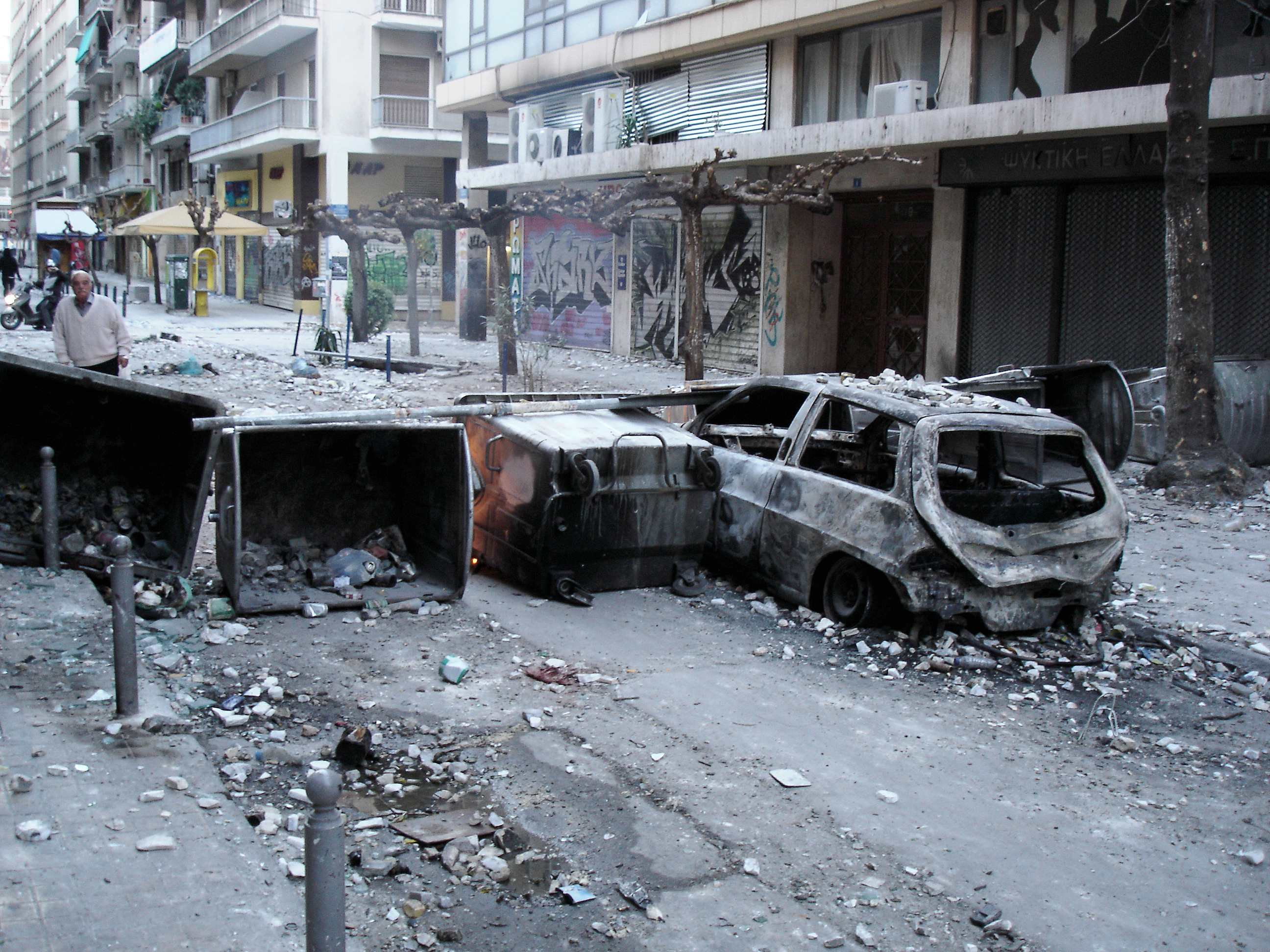
Restos de contenedores y un coche quemado usados como barricadas en los disturbios nocturnos del día 10

El viernes, colectivos de estudiantes, anarquistas y otros izquierdistas ocuparon medios de comunicación, como la emisora de radio Flash FM o la televisión Super B, utilizándolos para difundir las causas de las protestas y la situación de aquel momento, así como para animar a la gente a unirse a la revuelta. También se realizaron asambleas y manifestaciones en el Ayuntamiento ocupado de Áyios Dimítrios así como manifestaciones en Atenas.

### Sábado 13
Si bien en las calles las actividades continúan normalmente, alrededor de 400 centros educativos en todo el país están ocupados por profesores y estudiantes. 
El rector de la Universidad de Atenas, el reputado intelectual Jristos Kitas, presentó su dimisión al cargo, pero el presidente del país, Karolos Papulias, le ha pedido que continúe por ahora al frente de un comité de crisis. Este sábado a última hora hubo nuevos enfrentamientos en la plaza del Parlamento entre agentes y manifestantes.

### Lunes 15
Hubo nuevos choques entre jóvenes y policías cuando los primeros arrojaron harina y otros objetos frente al edificio central de la policía en la avenida Alexandras, que fue respondido con granadas de gas lacrimógeno. No se registraron lesionados pero hubo dos detenidos. También hubo choques en Kallithea, en el sur de Atenas y disturbios menores en El Pireo y frente a los tribunales. Alexis Kougias, el abogado defensor de los dos oficiales acusados pidió que se les conceda la libertad provisional.

### Martes 16
En momentos que la segunda cadena de televisión estatal griega (NET, Nea Elliniki Tileórasi) transmitía en el telediario una nota sobre la comparecencia en el Parlamento del primer ministro, el conservador Costas Karamanlis, unos veinte jóvenes llegaron pacíficamente a los Estudios para protestar por la muerte del joven Alexis Grigorópulos, por lo que el canal interrumpió la nota y fundió la imagen del mandatario con la de los manifestantes, que permanecían en silencio, portando pancartas donde se podía leer: "Dejad de mirar y salid todos a las calles", o "Libertad para todos".

### Miércoles 17
Sendas pancartas fueron colocadas a los pies del Partenón en la Acrópolis de Atenas. En una de ellas se leía «Resistencia» en los idiomas griego, inglés, español y alemán. En otra se hizo un llamado a una manifestación en toda Europa para el jueves 18. A la noche un adolescente fue herido en una mano por una bala mientras estaba sentado con amigos en un parque de Atenas. Los peritos indicaron que el disparo provino de una pistola de 38mm probablemente desde una distancia de 80 metros y la policía investiga el hecho ansiosa por disipar los rumores de que el autor fue un policía encubierto o fuera de servicio.

### Jueves 18

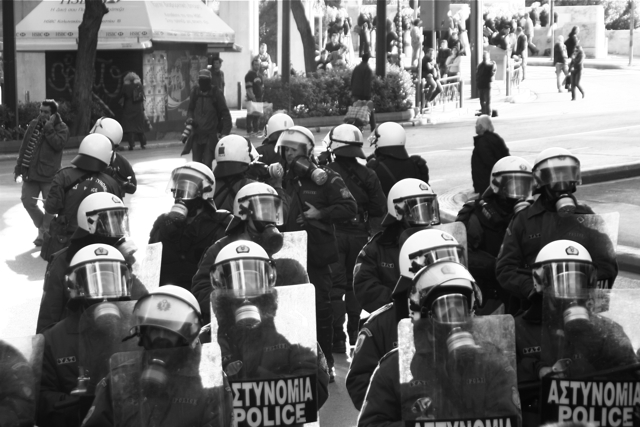
Un grupo de policías antidisturbios

En la decimotercera jornada consecutiva de conflicto los paros dispuestos por los sindicatos en el sector aéreo obligaron a cancelar 32 vuelos y reprogramar otros 61. Por otra parte una marcha de protesta contra la política económica del gobierno que, según los organizadores, convocó a 7000 manifestantes se realizó y finalizó con varias decenas de participantes atacando en las cercanías del Parlamento con piedras y bombas incendiarias a la policía que, a su vez, respondió con gases lacrimógenos. En el centro de la ciudad de Hania en la isla de Creta hubo una concentración pacífica de estudiantes secundarios y profesores, en tanto continúa el cierre u ocupación de más de 700 colegios secundarios.

### Viernes 19

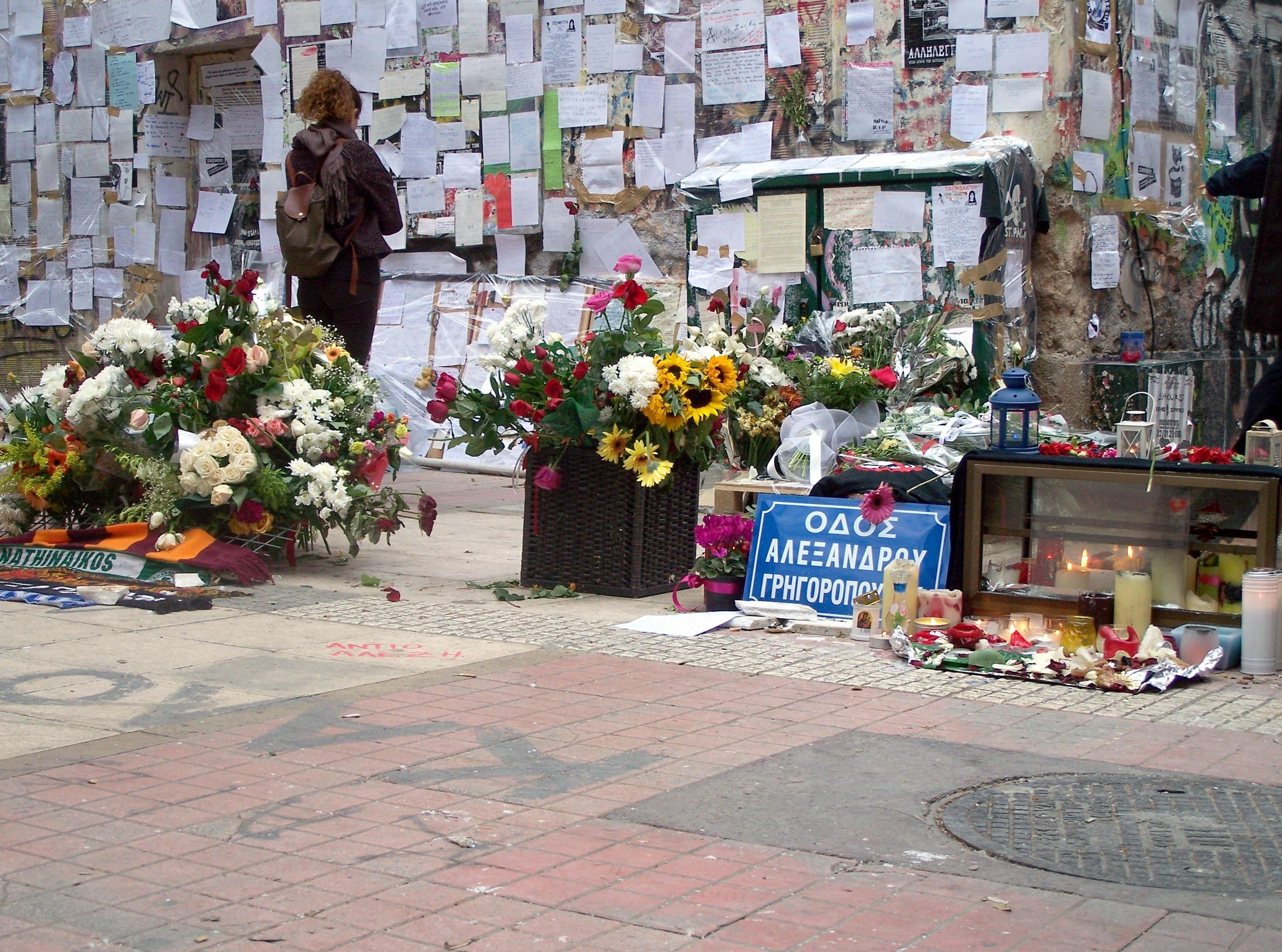
Monumento en la calle Tzavella de Atenas en recuerdo del joven asesinado por la policía

Un grupo de unos 30 enmascarados que penetró por la fuerza alrededor de las 11:30 de la mañana en el Instituto Francés situado en el barrio Kolonaki de Atenas, rompió vidrios, arrojó una bomba molotov y se retiró antes de la llegada de la policía. En las paredes cercanas escribieron "Chispa en Atenas. Fuego en París. La insurrección está llegando" y "Francia, Grecia, sublevación en todas partes" en lo que se juzgó un intento de ligar los disturbios de Grecia con las protestas estudiantiles registradas en Francia.

### Sábado 20
Este día hubo, desde la asamblea de la ocupación de la escuela Politécnica de Atenas un llamamiento internacional para mostrar la solidaridad con los detenidos y los asesinados por el estado tanto en Grecia como en otros lugares de Europa. En la manifestación de Barcelona, a la que asistieron unas 200 personas, hubo una carga policial, sin existir violencia previa por parte de los manifestantes. Dejando un saldo de 30 heridos, tres detenidos y cinco denunciados entre estos.
También en Hamburgo, Alemania alrededor de 1000 personas se manifestaron por el centro de la ciudad. Hubo enfrentamientos entre policía y manifestantes.
En Atenas hubo diversos enfrentamientos entre jóvenes y la policía antidisturbios en el barrio de Exarhia, donde fue asesinado Alexandros. Cerca de la facultad de derecho unos desconocidos atacaron el archivo de deudas de ciudadanos al estado. En el barrio de Kipselis fueron atacados un banco, una oficina de empleo y ardieron seis coches en el barrio de Filadelfia. Por otro lado, los policías que custodian el árbol de Navidad situado enfrente del Parlamento atacaron con gases lacrimógenos a una veintena de personas que les arrojaban basura.

### Martes 23
La policía informó que un ómnibus de transporte de la policía antidisturbios repleto de efectivos recibió en la madrugada dos disparos cuando estaba en una semáforo cercano al campus universitario en el barrio de Gudi, que alcanzaron un neumático y el motor situado en la parte posterior sin provocar heridos. Las investigaciones policiales consideran probable que el ataque fuera realizado por un grupo armado, ya existente o nuevo, y no por un grupo anti-sistema.